# Pound the Alarm
"Pound the Alarm" é uma canção da rapper trinidiana-americana Nicki Minaj contida no segundo álbum de estúdio da artista, Pink Friday: Roman Reloaded, de 2012, e lançada como o terceiro single do disco. Foi escrita por Onika Maraj, Nadir Khayat, Carl Falk, Rami Yacoub, Bilal Hajji, Achraf Jannusi e produzida por RedOne, Falk, Yacoub.

## Videoclipe
Nicki gravou o clipe da música no início de junho em Port of Spain, sua cidade natal e tem um tema carnavalesco. O clipe mostra, além de Nicki, vários pontos turísticos da cidade. Foi lançado no VEVO da cantora no dia 31 de Julho de 2012.

## Desempenho em paradas musicais
| Parada musical (2012)                | Melhor posição |
| ------------------------------------ | -------------- |
| Austrália - ARIA Charts              | 9              |
| Bélgica - Ultratip Wallonia          | 13             |
| Canadá - Canadian Hot 100            | 9              |
| Eslovênia - IFPI                     | 49             |
| Estados Unidos - Billboard Hot 100   | 15             |
| Estados Unidos - Billboard Pop Songs | 39             |
| França - SNEP                        | 52             |
| Irlanda - IRMA                       | 13             |
| Nova Zelândia - RIANZ                | 6              |
| Reino Unido - UK Singles Chart       | 9              |
| Suécia - Sverigetopplistan           | 58             |

## Certificações
| País                  | Certificação |
| --------------------- | ------------ |
| Austrália - ARIA      | 2× Platina   |
| Dinamarca - IFPI      | Ouro         |
| Nova Zelândia - RIANZ | Ouro         |

## Histórico de lançamento
| País           | Data                 | Formato          |
| -------------- | -------------------- | ---------------- |
| Estados Unidos | 17 de julho de 2012  | Rádio mainstream |
| Estados Unidos | 31 de julho de 2012  | Rádio Rhythmic   |
| Alemanha       | 17 de agosto de 2012 | Download digital |